# Gamasiphoides longoventris
Gamasiphoides longoventris är en spindeldjursart som beskrevs av Wolfgang Karg 1976. Gamasiphoides longoventris ingår i släktet Gamasiphoides och familjen Ologamasidae. Inga underarter finns listade i Catalogue of Life.